# Stanisław Bartochowski
Stanisław Bartochowski herbu Rola – stolnik bielski w latach 1788–1792, podstoli bielski w latach 1770–1788, pułkownik wojsk koronnych.
W 1790 roku był członkiem Komisji Porządkowej Cywilno-Wojskowej dla ziemi bielskiej i powiatu brańskiego  województwa podlaskiego.